# 존 스콥스

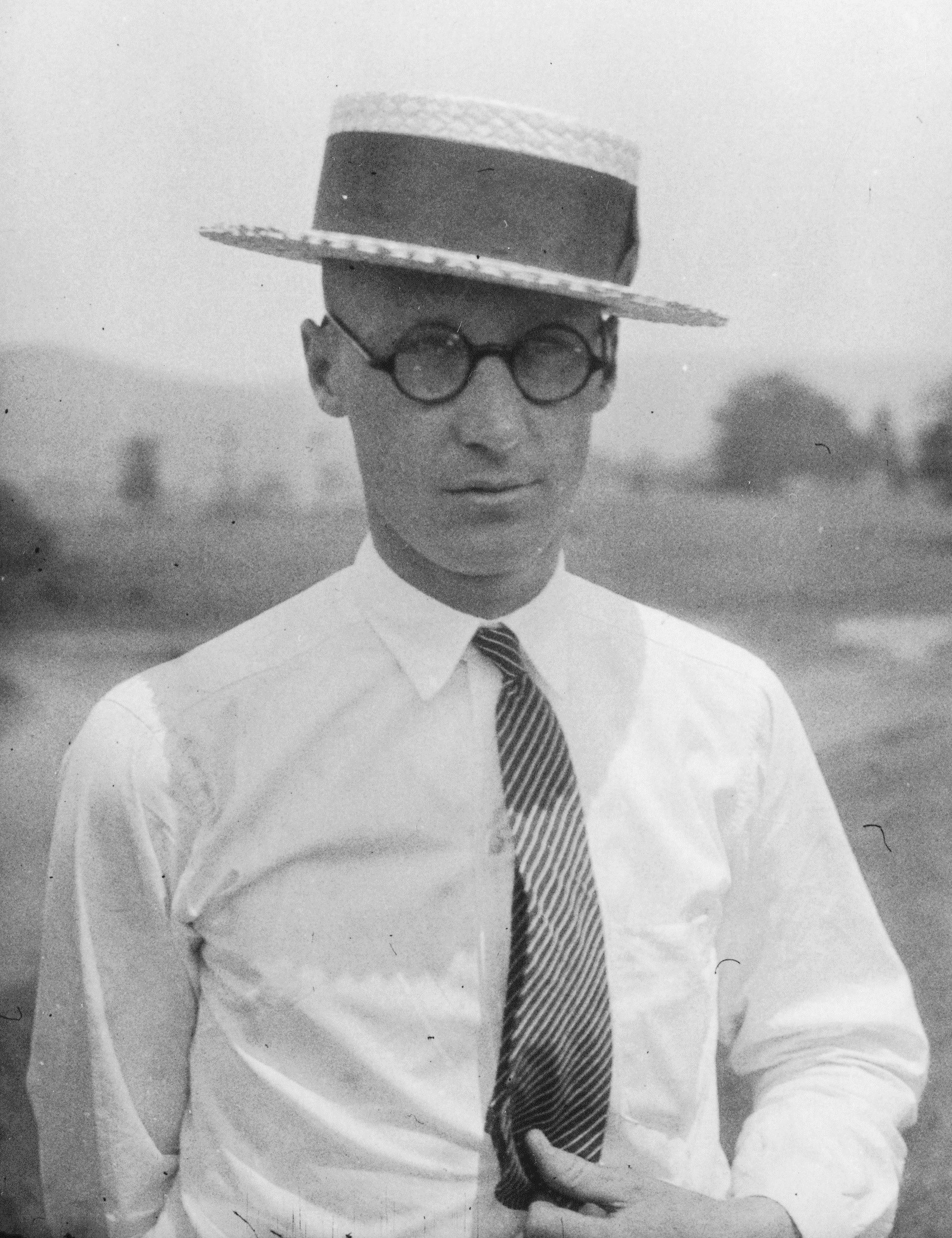
1925년 스콥스 재판 한달 전의 존 토머스 스콥스

존 토머스 스콥스(John Thomas Scopes, 1901년 8월 3일 ~ 1970년 10월 21일)는 미국 테네시주의 교사이다.
1925년 초, 테네시주 입법부가 진화론을 학생들에게 가르치지 못하게 하는 내용의 버틀러 법(Butler Act) 을 통과시켰지만, 그 당시 고등학교 교사였던 스콥스가 그 법을 어기고 학생들한테 진화론을 가르쳤다. 그로 인해 존 스콥스는 법을 어긴 죄로 벌금형을 받았고, 그 재판은 흔히 스콥스 재판(Scopes Trial) 또는 원숭이 재판(Monkey Trial)으로 알려진다.

## 같이 보기
- 스콥스 재판